# Egg Firm
Egg Firm (japonsky エッグファーム, Eggu Fámu) je japonská produkční společnost, která se zabývá plánováním a vedením tvorby anime.

## Historie
Společnost založil v březnu 2015 Nobuhiro Osawa, bývalý producent studia Genco. Jeho cílem bylo založit společnost, která se bude starat o produkci a plánování anime.
V červenci 2016 společnost oznámila, že spolupracovala s tvůrcem light novel Rekim Kawaharou, scenáristou Ičirem Ókoučim a režisérem Akijukim Šinbem, aby rozšířila své projekty. Spojila také síly s Kazumou Mikim, redaktorem společnosti Straight Edge a bývalým šéfredaktor Dengeki Bunko od Kadokawy. Kawahara, Ókouči a Šinbó se díky své spolupráci se studiem stali jejími akcionáři.

## Tvorba

### Televizní seriály
- Dungeon ni deai o motomeru no wa mačigatteiru daró ka (2015–2020) – koprodukce[5]
- Gate: Džieitai kano či nite, kaku tatakaeri (2015) – koprodukce
- Šimoneta to iu gainen ga sonzai šinai taikucu na sekai  (2015) – koprodukce
- Prison School (2015) – koprodukce
- Saiki Kusuo no Psí-nan (2016–2019) – produkce
- Schoolgirl Strikers: Animation Channel (2017) – produkce
- Kjókai no Rinne (2017) – koprodukce
- Sword Oratoria: Dungeon ni deai o motomeru no wa mačigatteiru no daró ka? Gaiden (2017) – koprodukce
- Knight's & Magic (2017) – koprodukce
- UQ Holder! (2017) – produkce
- Kino no tabi –the Beautiful World– (2017) – produkce
- Konohana kitan (2017) – koprodukce
- Last Period: Owarinaki rasen no monogatari (2018) – produkce
- Sword Art Online Alternative: Gun Gale Online (2018) – produkce
- Endro~! (2019) – produkce
- No Guns Life (2019–2020) – produkce
- Kandagawa Jet Girls (2019) – produkce
- Mušoku tensei (2021) – produkce

### Filmy
- Accel World: Infinite Burst (2016) – koprodukce
- Sword Art Online The Movie: Ordinal Scale (2017) – koprodukce
- Gekidžóban Dungeon ni deai o motomeru no wa mačigatteiru daró ka: Orion no ja (2019) – produkce